# Diego Ferrari
Diego Ferrari (Cremona, 17 novembre 1970) è un ex ciclista su strada e dirigente sportivo italiano.
Professionista dal 1997 al 2002, partecipò a sei edizioni dei Grandi Giri.

## Carriera
Da dilettante vinse alcune corse, fra cui il Trofeo Franco Balestra e il Circuit des Mines. Non ottenne vittorie da professionista; i principali piazzamenti furono un secondo posto al Giro dell'Etna 2001 e alcuni terzi posti, in una tappa del Circuit de la Sarthe e in una del Giro della Provincia di Lucca nel 1999, ai campionati italiani a cronometro nel 2000 e al Gran Premio de Llodio nel 2001. Partecipò a tre edizioni del Giro d'Italia, due della Vuelta a España e una del Tour de France.
Già direttore sportivo tra i dilettanti alla Gavardo Tecmor, dal 2009 al 2014 ha allenato la formazione Juniores della U.C. Bergamasca 1902 (nota fino al 2010 come For 3).

## Palmarès
- 1990 (dilettanti)

Montecarlo-Alassio
- 1991 (dilettanti)

Memorial Luciano Pasinetti
Trofeo Franco Balestra
- 1992 (dilettanti)

Classifica generale Circuit des Mines
- 1993 (dilettanti)

Gran Premio Comune di Scaldasole
- 1995 (dilettanti)

Targa d'Oro Città di Legnano
Gran Premio Agostano
- 1996 (dilettanti)

Coppa Collecchio
Gran Premio Ezio Del Rosso
Memorial Bellamio e Pasquale
Gran Premio Alluvioni Cambiò
Circuito Isolano - Coppa Egidio Re

## Piazzamenti

### Grandi Giri
- Giro d'Italia

1999: 82º
2000: 115º
2001: 106º
- Tour de France

1998: 76º
- Vuelta a España

1997: 101º
2002: 113º

### Classiche monumento
- Milano-Sanremo

2000: 150º
- Giro delle Fiandre

1998: 67º
2001: 58º
2002: 98º